# Michael Landau
Michael Landau (født 1. juni 1958 i Los Angeles, Californien, USA) er en amerikansk guitarist, studietekniker og producer.
Landau har spillet som sessionmusiker med et hav af kunstnere fra 1980´erne, såsom f.eks. Joni Mitchell, Rod Stewart, Michael Jackson, James Taylor, Richard Marx, Pink Floyd, Phil Collins, Sheena Easton, Barry Manilow, Olivia Newton-John, Barbra Streisand, Michael Bolton, Michael Bublé, Joe Cocker, Kenny Rogers etc. og med grupper som Yellowjackets og Karizma, samt indspilninger med egne ensembler. Han er inspireret af Pat Martino, Jimi Hendrix, Jaco Pastorius, og grupper som Weather Report, The Beatles, Led Zeppelin, Cream og The Band.

## Diskografi
Soloudgivelse
- Tales from the Bulge (1990)
- The Star Spangled Banner (2001)
- Michael Landau Live 2000 (2001)
- The Michael Landau Group-Live (2006)
- Organic Instrumentals (2015)
- Rock Bottom (2018)
- Liquid Quartet Live (2020)

Med Blue Horn
- Noise for Neighbors (2000)

Med Renegade Creation
- Renegade Creation (2010)
- Bullet (2012)

Med Hazey Jane
- Holy Ghost (2009)

Med Stolen Fish
- Give Me A Ride (1999)
- Like I Said (2001)

Med the Raging Honkies
- We Are The Best Band (1994)
- Boner (1996)

Med Burning Water
- Burning Water (1991)
- Mood Elevator (1992)
- Live And Lit (1993)
- Abbandonato (1994)

Med Rita Lee
- Bom Bom (1983)

Med James Taylor
- New Moon Shine (1991)
- October Roads (2002)
- A Christmas Album (2004)
- James Taylor at Christmas (2006)
- Covers (2008)
- Other Covers (2009)
- Before This World (2015)

Med Michael Bolton
- Soul Provider (1989)
- Time, Love & Tenderness (1991)
- Timeless: The Classics (1992)
- The One Thing (1993)
- All That Matters (1997)
- Only a Woman Like You (2002)

Med Richard Marx
- Richard Marx (1987)
- Repeat Offender (1989)
- Rush Street (1991)
- Flesh and Bone (1997)
- Days in Avalon (2000)
- My Own Best Enemy (2004)
- Sundown (2008)
- Emotional Remains (2008)
- Beautiful Goodbye (2014)

Med Barry Manilow
- Barry (1980)
- Manilow (1985)

Med Kenny Rogers
- Once Upon a Christmas, Kenny Rogers and Dolly Parton (1984)
- What About Me? (1984)
- The Heart of the Matter (1985)
- They Don't Make Them Like They Used To (1986)

Med Tim McGraw
- Everywhere (1997)
- A Place in the Sun (1999)
- Set This Circus Down (2001)
- Two Lanes of Freedom (2013)
- Sundown Heaven Town (2014)
- Damn Country Music (2015)
- Here on Earth (2020)

Med Laura Branigan
- Branigan (1982)
- Branigan 2 (1983)
- Self Control (1984)
- Hold Me (1985)
- Touch (1987)

Med Joni Mitchell
- Wild Things Run Fast (1982)
- Dog Eat Dog (1985)
- Chalk Mark in a Rain Storm (1988)
- Night Ride Home (1991)
- Turbulent Indigo (1994)
- Taming the Tiger (1998)

Med Sheena Easton
- Best Kept Secret (1983)
- A Private Heaven (1984)
- My Cherie (1995)

Med Faith Hill
- Breathe (1999)
- Cry (2002)
- The Rest of Our Life, Faith Hill and Tim McGraw (2017)

Med Luis Miguel
- Aries (1993)
- Nada Es Igual (1996)
- Amarte Es Un Placer (1999)
- Mis Romances (2001)
- 33 (2003)

Med Mari Hamada
- In the Precious Age (1987)
- Love Never Turns Against (1988)
- Heart and Soul: The Singles (1988)
- Return to Myself (1989)
- Sincerely (1989)
- Colors (1990)
- Tomorrow (1991)
- Anti-Heroine (1993)
- Introducing... Mari Hamada (1993)
- All My Heart (1994)
- Persona (1996)
- Philosophia (1998)
- Blanche (2000)
- Reflection: Axiom of the Two Wings (2008)
- Aestetica (2010)
- Legenda (2012)
- Mission (2016)
- Gracia (2018)

Med Miho Nakayama
- Wagamama na Actress (1993)
- Mid Blue (1995)

Med andre
- 1980 Mary MacGregor, Mary MacGregor
- 1981 Maxus S/T
- 1982 Hey Ricky, Melissa Manchester
- 1982 Friends in Love, Dionne Warwick
- 1983 Thelma Houston, Thelma Houston
- 1983 Beyond Saturday Night, Sam Phillips
- 1984 Street Talk, Steve Perry
- 1984 Cats Without Claws, Donna Summer
- 1984 I Feel for You, Chaka Khan
- 1984 Camouflage, Rod Stewart
- 1985 Jane Wiedlin, Jane Wiedlin
- 1985 Gettin' Away with Murder, Patti Austin
- 1985 Watching You Watching Me, Bill Withers
- 1985 Soul Kiss, Olivia Newton-John
- 1985 Rock a Little, Stevie Nicks
- 1985 Nature of the Beast, Maureen Steele
- 1985 Vox Humana, Kenny Loggins
- 1985 Unguarded, Amy Grant
- 1985 Mathematics, Melissa Manchester
- 1985 Stephanie Mills, Stephanie Mills
- 1986 Innocent Eyes, Graham Nash
- 1986 Emerald City, Teena Marie
- 1986 Hot on the Trail, Deniece Williams
- 1986 Famous Blue Raincoat, Jennifer Warnes
- 1986 Winner in You, Patti LaBelle
- 1986 Nine Lives, Bonnie Raitt
- 1986 East of Midnight, Gordon Lightfoot
- 1987 Can't Wait to See the Movie, Roger Daltrey
- 1987 Cher, Cher
- 1987 Exiles, Dan Fogelberg
- 1987 Maria Vidal, Maria Vidal
- 1987 Heaven on Earth, Belinda Carlisle
- 1987 Bad, Michael Jackson
- 1988 Heart's Horizon, Al Jarreau
- 1988 The Best Years of Our Lives, Neil Diamond
- 1988 Oasis, Roberta Flack
- 1988 As Good as It Gets, Deniece Williams
- 1988 Not Me, Glenn Medeiros
- 1988 Land of Dreams, Randy Newman
- 1988 Soul Searchin', Glenn Frey
- 1988 Other Roads, Boz Scaggs
- 1988 One Love: One Dream, Jeffrey Osborne
- 1988 The Rumour, Olivia Newton-John
- 1988 In the City of Angels, Jon Anderson
- 1988 Till I Loved You, Barbra Streisand
- 1989 Be Yourself, Patti LaBelle
- 1989 Somebody Loves You, Paul Anka
- 1989 Lukather, Steve Lukather
- 1989 Nick of Time, Bonnie Raitt
- 1989 Special Love, Deniece Williams
- 1989 Wings of Desire, Jennifer Rush
- 1989 Vonda Shepard, Vonda Shepard
- 1989 Vixen (Vixen album), Vixen
- 1989 Oh Yes I Can, David Crosby
- 1990 Love Is Gonna Getcha, Patti Austin
- 1990 Ivory, Teena Marie
- 1990 Some People's Lives, Bette Midler
- 1990 Beth Nielsen Chapman, Beth Nielsen Chapman
- 1990 The Wild Places, Dan Fogelberg
- 1990 Unison, Céline Dion
- 1991 Discipline, Desmond Child
- 1991 There Is Always One More Time, B.B. King
- 1991 Emotions, Mariah Carey
- 1991 Love Hurts, Cher
- 1992 The Hunter, Jennifer Warnes
- 1992 Time Takes Time, Ringo Starr
- 1992 The Radical Light, Vonda Shepard
- 1993 Evolution, Oleta Adams
- 1993 Walk the Dog and Light the Light, Laura Nyro
- 1993 Love Remembers, George Benson
- 1993 Soul Dancing, Taylor Dayne
- 1993 Thousand Roads, David Crosby
- 1993 Music Box, Mariah Carey
- 1994 For the Love of Strange Medicine, Street Perry
- 1994 The Speed of Grace, Matraca Berg
- 1994 Jamie Walters, Jamie Walters
- 1994 Through the Fire, Peabo Bryson
- 1995 No Resemblance Whatsoever, Dan Fogelberg, Tim Weisberg
- 1995 If My Heart Had Wings, Melissa Manchester
- 1995 Jagged Little Pill, Alanis Morissette
- 1995 Bette of Roses, Bette Midler
- 1995 Lovers in the City, Tanita Tikaram
- 1996 It's Good, Eve, Vonda Shepard
- 1996 Gently, Liza Minnelli
- 1997 Ride, Jamie Walters
- 1997 The Unimaginable Life, Kenny Loggins
- 1997 Let's Talk About Love, Céline Dion
- 1997 Across from Midnight, Joe Cocker
- 1997 Deuces Wild, B.B. King
- 1998 Steve Perry Greatest Hits +5 Unreleased, Steve Perry
- 1998 When We Were the New Boys, Rod Stewart
- 1998 A Body of Work, Paul Anka
- 1998 S'il suffisait d'aimer, Céline Dion
- 1999 A Love Like Ours, Barbra Streisand
- 1999 Unconditional Love, Peabo Bryson
- 1999 By 7:30, Vonda Shepard
- 1999 Lara Fabian, Lara Fabian
- 2000 Ronan, Ronan Keating
- 2000 Friends for Schuur, Diane Schuur
- 2000 Tomorrow Today, Al Jarreau
- 2001 Love, Shelby, Shelby Lynne
- 2001 Christmas Memories, Barbra Streisand
- 2001 All the Love, Oleta Adams
- 2001 Invincible, Michael Jackson
- 2002 A New Day Has Come, Céline Dion
- 2002 Twisted Angel, LeAnn Rimes
- 2003 Clean Up, Ilse DeLange
- 2004 Heart & Soul, Joe Cocker
- 2004 Anastacia, Anastacia
- 2007 Call Me Irresponsible, Michael Bublé
- 2007 East of Angel Town, Peter Cincotti
- 2009 Cradlesong, Rob Thomas
- 2009 Patrizio, Patrizio Buanne
- 2009 Crazy Love, Michael Bublé
- 2009 Soulbook, Rod Stewart
- 2011 Eleven, Martina McBride
- 2012 It's a Man's World, Anastacia
- 2013 To Be Loved, Michael Bublé
- 2016 Fire on the Floor, Beth Hart
- 2017 Wide Open, Michael McDonald
- 2018 Written In The Stars, MILI
- 2018 Steve Gadd Band, Steve Gadd Band